# Nicoleta Coica
Nicoleta Coica (n. 25 iunie 1982, Chișinău, RSS Moldovenească, URSS) este o fostă înotătoare din Republica Moldova. Ea s-a calificat pentru cursa feminină de 100 de metri liber la Jocurile Olimpice de vară din 2004.